# Crematogaster ebenina
Crematogaster ebenina är en myrart som beskrevs av Auguste-Henri Forel 1902. Crematogaster ebenina ingår i släktet Crematogaster och familjen myror.

## Underarter
Arten delas in i följande underarter:
- C. e. corax
- C. e. ebenina